# Ausschreitungen in Quedlinburg 1992
Die Ausschreitungen in Quedlinburg im September 1992 fanden parallel zur Flüchtlingskrise während der Jugoslawienkriege statt. Sie stellen ein ähnliches Ereignis wie andere rechtsextreme Vorfälle Anfang der 1990er Jahre im wiedervereinigten Deutschland dar (Ausschreitungen in Hoyerswerda, Rostock-Lichtenhagen).

## Vorgeschichte
Quedlinburg nahm nach der friedlichen Revolution eine ähnliche Entwicklung wie weite Teile Ostdeutschlands. Ehemalige Großbetriebe wurden geschlossen und es kam zu Massenentlassungen, sodass innerhalb kurzer Zeit die Arbeitslosenquoten anstieg. Dies führte zu Perspektivlosigkeit und Langeweile, weshalb rechtsextreme Gruppen Zulauf bekamen.

## Vorfälle
Am Mittwoch, den 9. September 1992 verbreitete sich die Meldung, dass sich vor einer der beiden Asylbewerberunterkünfte in der Oeringer Straße Menschengruppen gesammelt hatten, die rechtsextreme Parolen skandierten. Sie warfen mit Steinen und Molotowcocktails und es bestand die Gefahr, dass die Unterkunft in Brand geraten könnte. 
Als Gegenprotest bildete sich eine Mahnwache aus ehemaligen DDR-Bürgerrechtlern, Christen und Linksautonomen, an der sich auch die späteren Bürgermeister (Rudolf Röhricht, Eberhard Brecht) beteiligten. Ungefähr 60 bis 80 von ihnen stellten sich schützend vor die Unterkunft. Dabei wurden sie mit Steinen beworfen und mehrfach angegriffen. Die herbeigerufene Polizei konnte die Lage zunächst nicht beruhigen.
Als sich auch am dritten Tag die Situation nicht beruhigt hatte, schickte die Landesregierung Sachsen-Anhalts die Bereitschaftspolizei nach Quedlinburg. Diese zeigte nun Präsenz gegenüber den Rechtsextremen, griff jedoch nicht ein. Nach dem Vorwurf des Einsatzleiters, dass sich die Mahnwache mutwillig in eine Gefahrensituation begeben habe, kam es im Landtag in Magdeburg zu Diskussionen und Rücktrittsforderungen gegenüber dem Innenminister Perschau (CDU). Dieser trat jedoch erst ein Jahr später wegen einer Gehälteraffäre zurück. 
Auf Anordnung des Innenministeriums in Magdeburg wurde die Asylbewerberunterkunft schließlich eine Woche nach Beginn der Krawalle geräumt. Es gab außer den Rangeleien auf der Straße keinerlei Schäden und keine Verletzten.

## Prävention und Nachwirkungen
Eine Antwort von Quedlinburger Einwohnern war die Gründung der noch aktiven Präventionsmaßnahme „Altstadtprojekt“. Eine geplante NPD-Demonstration im Jahr 2007 wurde durch eine betont bunte Demonstration engagierter Quedlinburger verhindert.
Das als Unterkunft genutzte Gebäude, zu DDR-Zeiten ein ehemaliges Lehrlingswohnheim, wurde später abgerissen, an seiner Stelle steht heute ein großer Supermarkt.